# Shuman-Gletscher
Der Shuhman-Gletscher ist ein rund 10 km langer Gletscher an der Ruppert-Küste des westantarktischen Marie-Byrd-Lands. Er fließt nördlich des Strauss-Gletschers und mündet in den Südlichen Ozean.
Das Advisory Committee on Antarctic Names benannte ihn 2003 nach Christopher A. Shuman von der University of Maryland, der ab den 1990er Jahren in Theorie und Praxis die Eisströme des Westantarktischen Eisschilds untersucht hatte.